# Sarusuberi
Sarusuberi Miss Hokusai (百日紅 〜Miss HOKUSAI〜, Sarusuberi ~Miss HOKUSAI~) é uma série de mangá histórica escrita e ilustrada por Hinako Sugiura. A adaptação cinematográfica em anime intitulada Miss Hokusai, foi realizada por Keiichi Hara e lançada no Japão a 9 de maio de 2015. O filme também foi exibido no Festival de cinema de animação de Annecy, onde ganhou o Prémio do Júri. Estreou-se em França a 2 de setembro de 2015.

## Elenco
- Anne Watanabe como Oei
- Yutaka Matsushige como Katsushika Hokusai, o pai de Oei
- Gaku Hamada como Genjirō Ikeda
- Kengo Kora como Kuninao Utagawa
- Jun Miho como Koto
- Shion Shimizu
- Michitaka Tsutsui
- Kumiko Aso
- Danshun Tatekawa
- Miyu Irino como Kagema
- Akiko Yajima
- Keiji Fujiwara

## Lançamento
O filme foi lançado nos cinemas japoneses a 9 de maio de 2015. Nos Estados Unidos foi exibido no Fantasia Festival entre 12 de julho e 5 de agosto de 2015. Na França foi exibido pelo Festival de cinema de animação de Annecy e nos cinemas a 2 de setembro de 2015. No Reino Unido foi exibido a 10 de outubro de 2015, pela distribuidora Anime Limited.

## Receção
Boyd van Hoeij do The Hollywood Reporter disse que o filme foi "episódico, mas um anime extremamente rico."
O filme ganhou o Prémio do Júri na trigésima nona edição do Festival de cinema de animação de Annecy. No Fantasia Festival ganhou três prémios. Na revista canadiana Séquences, o filme venceu a categoria de Melhor Longa-metragem da Ásia. Também ganhou o Prémio Satoshi Kon por Melhor Longa-metragem de Animação e o Prémio de Ouro do Público. Keiichi Hara ganhou o Prémio Tsumugi no Asiagraph de 2015.